# Шпеер, Дитер
Дитер Шпеер (нем. Dieter Speer; род. 24 февраля 1942, Легница) —  бывший восточногерманский биатлонист.

## Биография
Шпеер вырос в Зангерхаузене. Он начал свою спортивную карьеру в качестве игрока в водное поло. Добивался неплохих результатов в лёгкой атлетике. На лыжи профессионально встал  лишь в девятнадцать лет.
Он был первым немецким биатлонистом, выигравшим   чемпионат мира по биатлону в 1971 году, победив в индивидуальной гонке на 20 километров  одного из лидеров мирового биатлона Александра Тихонова почти на полминуты.  Отчасти и сам Тихонов был причастен к триумфу Шпеера, ведь его победная винтовка была подарена именно советским спортсменом.
Спустя год Дитер вернул своеобразный должок, сломав лыжу во время эстафетной гонки на Олимпиаде в Саппоро. В итоге сборной СССР достались золотые медали, а немцам лишь бронзовые.